# Europese weg 005
De Europese Weg 005 of E005 is een Europese weg die loopt van Guza in Oezbekistan naar Samarkand in Oezbekistan.

## Algemeen
De Europese weg 005 is een Klasse B-verbindingsweg en verbindt het Oezbeekse Guzamet het Oezbeekse Samarkand en komt hiermee op een afstand van ongeveer 160 kilometer. De route is door de UNECE als volgt vastgelegd: Guza - Samarkand.